# Daresalam
Daresalam er en tchadisk spillefilm fra 2000, instrueret af Issa Serge Coelo.